# Izquierda Democrática (Italia)
Izquierda Democrática (en italiano Sinistra Democratica) (SD) fue un partido político italiano de izquierda escindido de los Demócratas de Izquierdas (DS) el 5 de mayo de 2007, dirigido por Fabio Mussi, cuando DS confluyó en el Partido Democrático (PD). Su nombre completo era Izquierda Democrática - Por el Socialismo Europeo (Sinistra Democratica. Per il Socialismo Europeo). Se autodisolvió en 2010 para participar en la fundación de Izquierda, Ecología y Libertad.

## Historia
Se formó en el verano de 2001 como corriente interna de los Demócratas de Izquierdas liderada por Fabio Mussi, que apoyaba la candidatura a la secretaría del partido en Giovanni Berlinguer en el Congreso de Pesaro. En 2003 Mussi fue el coordinador de la corriente e intentó imponer sus tesis a los congresos del partido, mostrándose contrario a la integración dentro del Partido Democrático. El 20 de abril de 2007 se celebró el IV Congreso de Demócratas de Izquierdas, donde Mussi quedó en minoría. Entonces dejó el partido y en mayo fundó SD, que se unió al Partido Socialista Europeo. Organizó un grupo parlamentario con 21 diputados (Titto di Salvo y Valdo Spini) y 12 senadores (Cesare Salvi y Silvana Pisa).
SD celebró su asamblea constitutiva los días 8 y 9 de diciembre de 2007 y proponía unificar todos los partidos a la izquierda del PD. Con Refundación Comunista, los Verdes y los Comunistas Italianos fue uno de los constituyentes de la coalición La Izquierda - El Arco Iris, que entonces reunía a unos 150 diputados en el Parlamento Italiano. Sin embargo, la coalición no obtuvo representación en las elecciones generales de Italia de 2008.
El 14 de junio de 2008, SD sufrió la escisión de Sinistra per il Paese, formada por Famiano Crucianella con la izquierda del PD. La derrota de la coalición en las elecciones generales de Italia de 2008 provocó la dimisión de Mussi. El nuevo líder, Claudio Fava, convocó la I Asamblea Nacional de Izquierda Democrática los días 27 y 29 de julio de 2008, donde Mussi fue nombrado presidente y Fava secretario general, y se propuso relanzar el proyecto de un proceso unitario de la izquierda italiana.
El 24 de octubre de 2010, SD se autodisolvió, para participar en la fundación de Izquierda, Ecología y Libertad junto a otros movimientos y partidos de izquierda.